# Eritrina
La eritrina, a veces llamada flor de cobalto, es un mineral del grupo de los Arseniatos. Químicamente es un arseniato de cobalto hidratado, que se presenta siempre como pequeños cristales aciculares de un color rojo carmín muy característico.
Es el extremo con cobalto de una serie de solución sólida de minerales arseniatos de cobalto y níquel: (Co,Ni)3(AsO4)2·8H2O, en la que la anabergita es el otro extremo con níquel: Ni3(AsO4)2·8H2O.
La eritrina fue descrita por primera vez por el geólogo francés François Sulpice Beudant en 1832 por una ocurrencia en Grube Daniel, Schneeberg, Sajonia, y toma su nombre del griego έρυθρος  (erythros), que significa rojo. Históricamente, la eritrina en sí no ha sido un mineral de importancia económica, pero el prospector podía utilizarlo como una guía para los asociados cobalto y plata nativa.

## Ambiente de formación
Aparece como mineral de formación secundaria en la zona de alteración de depósitos de sulfuros con cobalto, formando sobre ellos esas costras o flor de cobalto tan características.

## Localización y extracción
Nunca ha tenido importancia económica, pero los geólogos prospectores la buscaban ya que siempre aparece asociada a depósitos de plata y cobalto, y su color intenso les ayudaba a encontrar estos minerales. Un uso menor que se le dio en el pasado fue para colorear el vidrio de cristaleras.
En Sajonia (Alemania) se han obtenido muy bellos ejemplares. Aparece en todo el mundo, pero los cristales de mayor tamaño se encuentran en Talmessi (Irán) y en Bou Azzer (Marruecos).

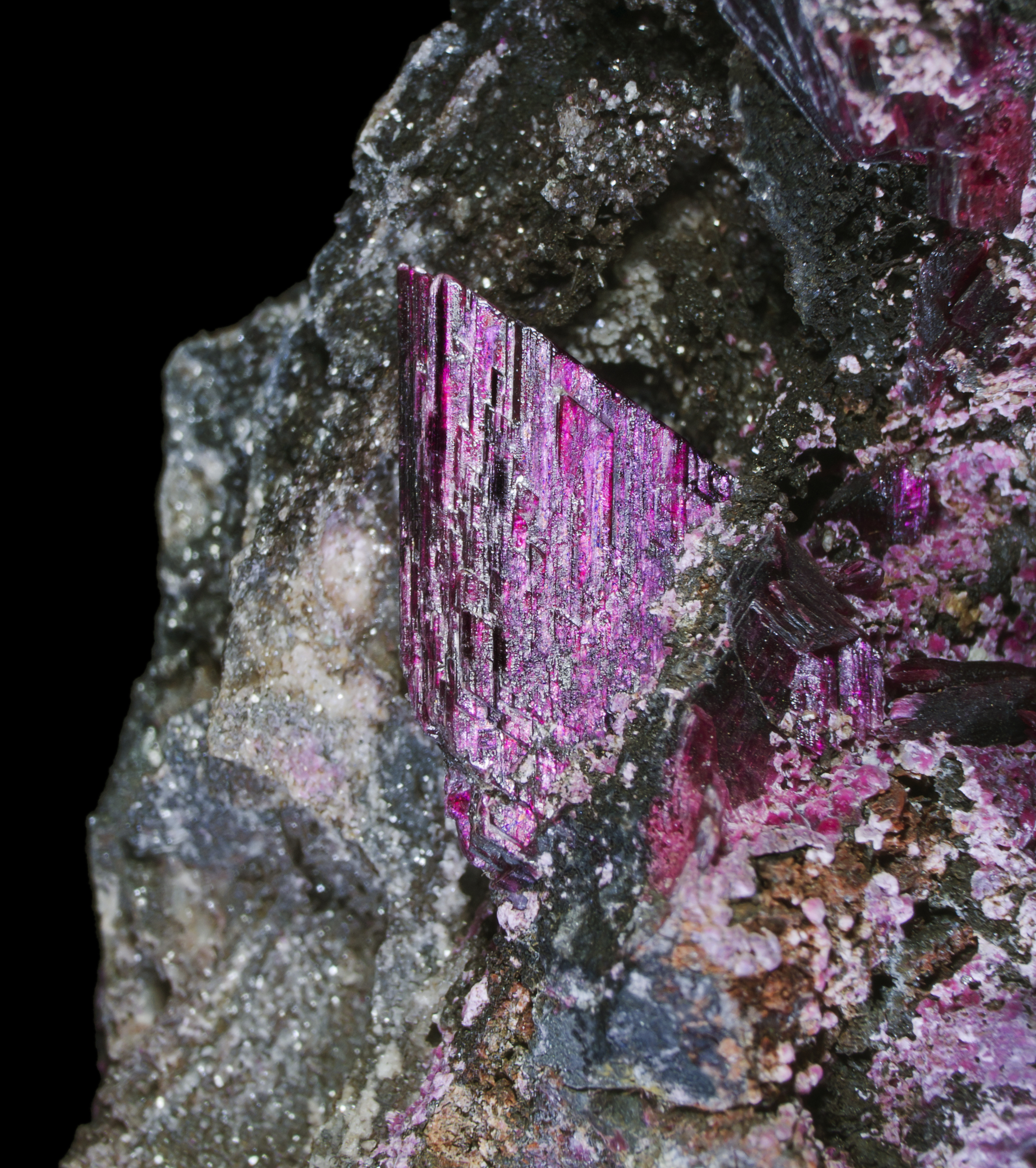
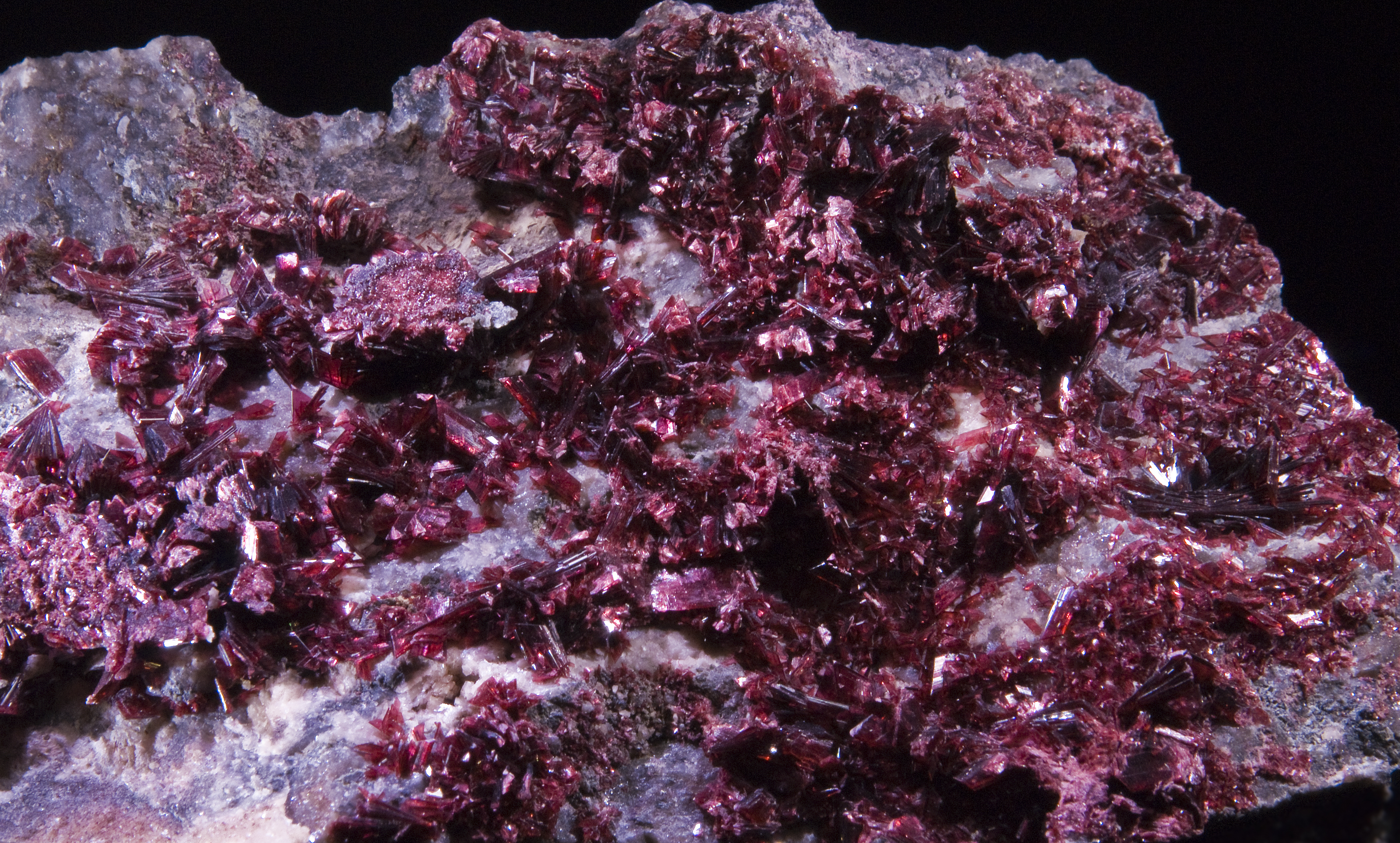